# Janne Lahtela
Janne Petteri Lahtela (ur. 28 lutego 1974 w Kemijärvi) – fiński narciarz, specjalista narciarstwa dowolnego. Począwszy od 1992 startował na pięciu igrzyskach z rzędu. Na igrzyskach w Nagano został srebrnym medalistą olimpijskim w jeździe po muldach, trzecie miejsce zajął jego kuzyn Sami Mustonen. Cztery lata później, na igrzyskach w Salt Lake City był najlepszy w jeździe po muldach. Na igrzyskach w Turynie był chorążym fińskiej ekipy.
W mistrzostwach świata w Meiringen został mistrzem świata w jeździe po muldach oraz wicemistrzem świata w jeździe po muldach podwójnych. Najlepsze wyniki w Pucharze Świata osiągnął w sezonie 1999/2000, kiedy to triumfował w klasyfikacji generalnej oraz w klasyfikacjach jazdy po muldach i jazdy po muldach podwójnych. Małą kryształową kulę w jeździe po muldach wywalczył także w sezonach 1998/1999 i 2003/2004. W sezonie 2002/2003 był najlepszy w klasyfikacji jazdy po muldach podwójnych. Zwyciężał też w mistrzostwach Finlandii.
W 2006 roku zakończył karierę.

## Osiągnięcia

### Igrzyska olimpijskie
| Miejsce | Dzień     | Rok  | Miejscowość    | Konkurencja      | Zwycięzca         |
| ------- | --------- | ---- | -------------- | ---------------- | ----------------- |
| 18.     | 13 lutego | 1992 | Albertville    | Jazda po muldach | Edgar Grospiron   |
| 9.      | 16 lutego | 1994 | Lillehammer    | Jazda po muldach | Jean-Luc Brassard |
| 2.      | 11 lutego | 1998 | Nagano         | Jazda po muldach | Jonny Moseley     |
| 1.      | 12 lutego | 2002 | Salt Lake City | Jazda po muldach | -                 |
| 16.     | 15 lutego | 2006 | Turyn          | Jazda po muldach | Dale Begg-Smith   |

### Mistrzostwa świata
| Miejsce | Dzień       | Rok  | Miejscowość | Konkurencja                 | Zwycięzca         |
| ------- | ----------- | ---- | ----------- | --------------------------- | ----------------- |
| 11.     | 13 marca    | 1993 | Altenmarkt  | Jazda po muldach            | Jean-Luc Brassard |
| 22.     | 8 lutego    | 1997 | Iizuna      | Jazda po muldach            | Jean-Luc Brassard |
| 1.      | 10 marca    | 1999 | Meiringen   | Jazda po muldach            | -                 |
| 2.      | 14 marca    | 1999 | Meiringen   | Jazda po muldach podwójnych | Johann Grégoire   |
| 15.     | 19 stycznia | 2001 | Whistler    | Jazda po muldach            | Mikko Ronkainen   |
| 5.      | 21 stycznia | 2001 | Whistler    | Jazda po muldach podwójnych | Stéphane Yonnet   |
| 9.      | 31 stycznia | 2003 | Deer Valley | Jazda po muldach            | Mikko Ronkainen   |
| 4.      | 1 lutego    | 2003 | Deer Valley | Jazda po muldach podwójnych | Jeremy Bloom      |
| 8.      | 19 marca    | 2005 | Ruka        | Jazda po muldach            | Nathan Roberts    |

### Puchar Świata

#### Miejsca w klasyfikacji generalnej
- sezon 1991/1992: 48.
- sezon 1992/1993: 59.
- sezon 1993/1994: 80.
- sezon 1994/1995: 106.
- sezon 1996/1997: 72.
- sezon 1997/1998: 50.
- sezon 1998/1999: 3.
- sezon 1999/2000: 1.
- sezon 2000/2001: 4.
- sezon 2001/2002: 10.
- sezon 2002/2003: 20
- sezon 2003/2004: 4.
- sezon 2004/2005: 29.
- sezon 2005/2006: 47.

#### Miejsca na podium
1. Hundfjället – 9 marca 1998 (Jazda po muldach) – 3. miejsce
2. Hundfjället – 9 marca 1998 (Jazda po muldach) – 1. miejsce
3. Whistler Blackcomb – 30 stycznia 1999 (Jazda po muldach) – 1. miejsce
4. Whistler Blackcomb – 30 stycznia 1999 (Jazda po muldach) – 1. miejsce
5. Whistler Blackcomb – 31 stycznia 1999 (Muldy podwójne) – 3. miejsce
6. Inawashiro – 17 lutego 1999 (Jazda po muldach) – 3. miejsce
7. Inawashiro – 17 lutego 1999 (Jazda po muldach) – 1. miejsce
8. Madarao – 20 lutego 1999 (Jazda po muldach) – 1. miejsce
9. Madarao – 20 lutego 1999 (Jazda po muldach) – 1. miejsce
10. Tandådalen – 27 listopada 1999 (Jazda po muldach) – 2. miejsce
11. Tandådalen – 27 listopada 1999 (Muldy podwójne) – 2. miejsce
12. Whistler Blackcomb – 5 grudnia 1999 (Muldy podwójne) – 1. miejsce
13. Deer Valley – 8 stycznia 2000 (Jazda po muldach) – 1. miejsce
14. Mont Tremblant – 15 stycznia 2000 (Jazda po muldach) – 1. miejsce
15. Heavenly Valley – 22 stycznia 2000 (Jazda po muldach) – 1. miejsce
16. Madarao – 30 stycznia 2000 (Jazda po muldach) – 3. miejsce
17. Inawashiro – 5 lutego 2000 (Jazda po muldach) – 1. miejsce
18. Livigno – 15 marca 2000 (Jazda po muldach) – 1. miejsce
19. Livigno – 16 marca 2000 (Muldy podwójne) – 1. miejsce
20. Tignes – 14 grudnia 2000 (Jazda po muldach) – 1. miejsce
21. Deer Valley – 7 stycznia 2001 (Jazda po muldach) – 3. miejsce
22. Mont Tremblant – 12 stycznia 2001 (Jazda po muldach) – 1. miejsce
23. Inawashiro – 3 lutego 2001 (Jazda po muldach) – 1. miejsce
24. Steamboat Springs – 15 grudnia 2001 (Muldy podwójne) – 2. miejsce
25. Oberstdorf – 6 stycznia 2002 (Jazda po muldach) – 1. miejsce
26. Saint-Lary-Soulan – 12 stycznia 2002 (Jazda po muldach) – 2. miejsce
27. Tignes – 1 grudnia 2002 (Jazda po muldach) – 3. miejsce
28. Lake Placid – 18 stycznia 2003 (Jazda po muldach) – 2. miejsce
29. Fernie – 25 stycznia 2003 (Muldy podwójne) – 1. miejsce
30. Madarao – 22 lutego 2003 (Muldy podwójne) – 2. miejsce
31. Voss – 1 marca 2003 (Jazda po muldach) – 1. miejsce
32. Voss – 2 marca 2003 (Muldy podwójne) – 3. miejsce
33. Ruka – 6 grudnia 2003 (Jazda po muldach) – 1. miejsce
34. Madonna di Campiglio – 19 grudnia 2003 (Jazda po muldach) – 1. miejsce
35. Madonna di Campiglio – 20 grudnia 2003 (Jazda po muldach) – 2. miejsce
36. Lake Placid – 17 stycznia 2004 (Jazda po muldach) – 1. miejsce
37. Deer Valley – 30 stycznia 2004 (Jazda po muldach) – 2. miejsce
38. Deer Valley – 31 stycznia 2004 (Muldy podwójne) – 1. miejsce
39. Špindlerův Mlýn – 1 marca 2004 (Jazda po muldach) – 2. miejsce
40. Airolo – 7 marca 2004 (Jazda po muldach) – 3. miejsce
41. Sauze d’Oulx – 14 marca 2004 (Jazda po muldach) – 1. miejsce
42. Tignes – 16 grudnia 2004 (Jazda po muldach) – 1. miejsce
43. Deer Valley – 29 stycznia 2005 (Jazda po muldach) – 3. miejsce
44. Mont Gabriel – 7 stycznia 2006 (Jazda po muldach) – 3. miejsce
45. Deer Valley – 13 stycznia 2006 (Jazda po muldach) – 2. miejsce
46. Madonna di Campiglio – 28 stycznia 2006 (Jazda po muldach) – 3. miejsce

- W sumie 25 zwycięstw, 10 drugich i 11 trzecich miejsc.